# واجارغاه
واجارغاه (بالفارسية: واجارگاه) هي إحدى المدن الشرقية في محافظة جيلان في شمال إيران. تقع هذه المدينة في الجزء الشرقي من جيلان ويبلغ عدد سكانها 4522 نسمة (تقديرات عام 2013) في منطقة كالاتشاي بمدينة رودسر.